# オートバイと皮ジャンパーとカレー
「オートバイと皮ジャンパーとカレー」（オートバイとかわジャンパーとカレー）は、日本のロックバンド、ザ・クロマニヨンズの7枚目のシングルである。2010年10月20日、自身のレーベルHAPPY SONG RECORDSからリリース。

## 解説
- シングル作品としては前作より約1年ぶりのリリース。

## 収録曲
1. オートバイと皮ジャンパーとカレー
（作詞・作曲:真島昌利）
2. サンデー・サンデー
（作詞・作曲:真島昌利）
3. 拳銃が泣いてるぜ
（作詞・作曲:甲本ヒロト）

全編曲：ザ・クロマニヨンズ

### 初回特典CD
1. Blitzkrieg Bop
TVCM『ペプシネックス』タイアップソング。ラモーンズのカバーである。

## 参加アーティスト
- 甲本ヒロト
- 真島昌利
- 小林勝
- 桐田勝治